# 小行星7714
小行星7714（7714 Briccialdi）是一颗绕太阳运转的小行星，为主小行星带小行星。该小行星于1996年2月9日发现。

## 轨道参数
小行星7714的轨道半长轴为2.2741916 UA，离心率为0.151。